# 洛桑丹珍
洛桑丹珍（藏語：བློ་བཟང་བསྟན་འཛིན，威利转写：blo bzang bstan 'dzin，1938年3月—2017年11月13日），男，藏族，西藏拉孜人，中华人民共和国政治人物，曾任西藏自治区政协副主席，西藏自治区人大常委会副主任，第八届全国政协委员。